# ولتوو
ولتوو (به لاتین: Veletovo) یک منطقهٔ مسکونی در بوسنی و هرزگوین است که در ویشه‌گراد واقع شده‌است.